# 500 величайших альбомов всех времён по версии журнала New Musical Express

Обложка журнала New Musical Express за октябрь 2013 года

Специальный выпуск британского журнала New Musical Express, изданный 23 октября 2013 года. Представляет собой список 500 альбомов, составленный на основе голосования среди журналистов издания (как нынешних, так и прошлых). Впоследствии, сам список, а также методика голосования (некоторые проголосовали по нескольку раз подряд за одну и ту же группу) были подвергнуты критике со стороны ряда СМИ, в том числе газеты The Guardian, чей журналист отметил, что редактор New Musical Express Лора Шэйпс поставила на первые четыре места — альбомы группы The National, в свою очередь ещё один сотрудник издания — Кевин Перри — аналогичным образом разместил в первой четвёрке только альбомы The Rolling Stones.
Первое место занял альбом группы The Smiths The Queen Is Dead.

## Голосование
Список создавался по аналогии с рейтингом журнала Rolling Stone «500 величайших альбомов всех времён». В голосовании принимали участие прошлые и нынешние публицисты журнала New Musical Express, каждый из которых составил список из 50 альбомов.

## Исполнители, представленные наибольшим количеством альбомов
- 10 альбомов: Дэвид Боуи (включая 3-е место)
- 9 альбомов: Джон Леннон (2 сольных альбома и 7 альбомов с The Beatles)
- 7 альбомов: The Beatles (включая 2-е и 9-е место), Боб Дилан
- 6 альбомов: Моррисси (1 сольный альбом и 5 альбомов с The Smiths)
- 5 альбомов: Элвис Костелло, Пи Джей Харви, Radiohead, Лу Рид (2 сольных альбома и 3 альбома с The Velvet Underground), The Smiths (включая 1-е место), Брюс Спрингстин
- 4 альбома: Бек, Blur, Игги Поп (2 сольных альбома и 2 альбома с The Stooges), The National, Nick Cave and the Bad Seeds, Nirvana, R.E.M., The Rolling Stones, The White Stripes, The Who, Брайан Уилсон (1 сольный альбом и 3 альбома с The Beach Boys), Нил Янг
- 3 альбома: Arcade Fire, The Beach Boys, Beastie Boys, Бьорк, The Clash, Леонард Коэн, Daft Punk, Dexys Midnight Runners, Брайан Ино (1 сольный альбом и 2 альбома с Roxy Music), Майкл Джексон, Jay-Z, Kings of Leon, Kraftwerk, Manic Street Preachers, New Order, Pavement, Pixies (включая 8-е место), Принс, Pulp (включая 6-е место), Queens of the Stone Age, Sonic Youth, Spiritualized, Suede, Super Furry Animals, The Velvet Underground, The Verve, Канье Уэст, Стиви Уандер

## Критика
Корреспондент портала Consequence of Sound Бен Кай отмечал, что «если бы была воля Лоры Шэйпс, в первой четвёрке были бы все альбомы The National». Кай критиковал список за отсутствие женщин и чернокожих музыкантов в первой десятке, и считал, что предсказуемо, большинство исполнителей в Top-10 были британцами. Публицист отметил в списке ряд моментов, которые посчитал странными: 
„The Queen Is Dead“ — величайший альбом всех времён. Он превзошёл все, что сделали The Beatles (хотя „Revolver“ расположился вплотную). Между тем, группа Queen вообще отсутствует в списке, тогда как Queens of the Stone Age фигурируют там трижды (также в нём нет группы Thrice). Среди других интересных моментов: „Definitely Maybe“ в первой десятке, „Let England Shake“ обескураживает своим 15-е местом, „Funeral“ (13) выше чем „Loveless“ (18), а „Stankonia“ группы Outkast проскальзывает только на 500-е место — видимо хорош только для него.

Ещё странности: альбом с самым высоким рейтингом Майкла Джексона (Thriller) поставлен на 131-ю строчку, в то время как LCD Soundsystem ворвался в Top-50 со своим „Sound of Silver“ (49). Круто, что в рейтинг попал диск группы Jimmy Eat World „Bleed American“ (429), но он расположен между „Born in the USA“ Брюса Спрингстина (428) и „Badmotorfinger“ Soundgarden (431), похоже кто-то сошёл с ума. По их [NME] мнению, „Nebraska“ Спрингстина (148) не так хорош, как „Channel Orange“ Фрэнка Оушена (147), но чуточку лучше, чем „Either/Or“ Эллиотта Смита (149) и „Original Pirate Material“ The Streets (150). Кроме того, по-видимому, альбом „AM“ Arctic Monkeys (449), которому месяц отроду, уже лучше, чем „Third“ от Big Star (451).
Он также указал на бросающиеся в глаза расхождения между этим рейтингом и схожим опросом «100 лучших британских альбомов всех времён», опубликованным NME в 2006 году (в котором альбом Up the Bracket группы The Libertines занимает 10-е место, в новом же, расположен на 70-м). В свою очередь, редактор сайта Stereogum Майкл Нельсон заявил, что три первых места кажутся хорошим выбором, но остальные — похожи на «кошмар наяву».